# C/2009 U5 Grauer
La Cometa Grauer, formalmente C/2009 U5 (Grauer), è una cometa non periodica scoperta da Albert D. Grauer, ha un periodo di oltre 1 milione di anni.